# Аюкский водопад
Аюкский водопад — водопад на реке Бурлаченкова щель, левом притоке реки Чепси, в 10 км от села Фанагорийского Горячеключевского района.

## Описание
Водопад имеет 2-каскада, высота верхней ступени составляет 4 м, нижней — 5 м. За длительное время своего существования водопад создал в мягком скальном песчанике в месте своего падения 10-метровую ванну, наполненную водой, что признаётся в качестве особой достопримечательности данного водопада. Вода пенистая, ослепительно белого цвета, ввиду большого количества пузырьков воздуха, образуемых от перекатов воды.

## Происхождение названия
Слово Аюк является производным от адыгейского Аюко, что означает «плохая, недобрая долина».

## Расположение и туризм
Водопад является объектом туризма, поскольку представляет хорошую возможность для экзотического купания в лесу при шуме падающей вниз воды, а также необычного цвета водных потоков. К водопаду можно добраться только на машине с хорошей проходимостью либо рейсовым автобусом, который подвозит до брода через реку Чепси, после чего необходимо преодолеть пешком ещё 6 км по грунтовой дороге. Маршрут к водопаду несложный и подходит в том числе и слабоподготовленным туристам. Выше водопада по течению реки Бурлаченкова щель имеется подходящее место для стоянки.